# Медаль «15 років сумлінної служби» (Міністерство оборони України)
Медаль «15 років сумлінної служби» — відомча заохочувальна відзнака Міністерства оборони України.
Медаль є аналогом медалі «За сумлінну службу» II ступеня, що входила до діючої до 2012 року попередньої системи відзнак Міністерства оборони України.

## Історія нагороди
30 травня 2012 року Президент України В. Ф. Янукович видав Указ, яким затвердив нове положення про відомчі заохочувальні відзнаки; міністрам, керівникам центральних органів виконавчої влади, керівникам (командувачам) військових формувань, державних правоохоронних органів було доручено забезпечити в установленому порядку перегляд актів про встановлення відомчих заохочувальних відзнак, приведення таких актів у відповідність із вимогами цього Указу. Протягом 2012–2013 років була розроблена нова система заохочувальних відзнак, що була затверджена наказом Міністерства оборони України від 11 березня 2013 року № 165 «Про відомчі заохочувальні відзнаки Міністерства оборони України». Серед інших наказом була встановлена відзнака — медаль «15 років сумлінної служби».

## Положення про відзнаку
- Відзнакою — медаль «15 років сумлінної служби» — нагороджуються військовослужбовці Збройних Сил України, які сумлінно і чесно виконують військовий обов'язок та мають вислугу 15 років у календарному обчисленні.
- Протягом календарного року кількість нагороджених не може перевищувати 4500 осіб.
- Особи, які раніше були нагороджені відзнаками Міністерства оборони України — медалями «За сумлінну службу» I, II, III ступенів та «Ветеран військової служби», до нагородження медалями «10 років сумлінної служби», «15 років сумлінної служби», «20 років сумлінної служби» та «Ветеран служби» не подаються.
- Військовослужбовці, які мають не зняті дисциплінарні стягнення, до нагородження відзнаками не подаються.
- Відзначення медалями «10 років сумлінної служби», «15 років сумлінної служби», «20 років сумлінної служби» та «Ветеран служби» здійснюється з нагоди Дня Збройних Сил України або при звільненні військовослужбовця з військової служби в запас (відставку) за наявності в нього відповідної вислуги років у календарному обчисленні.
- Повторне нагородження однойменною відзнакою не проводиться.
- Рішення про нагородження відзнаками приймається Міністром оборони України.
- Відомча відзнака у вигляді медалі носиться з лівого боку грудей і розміщується після знаків державних нагород України, іноземних державних нагород. За наявності в особи декількох медалей носиться лише та, що була вручена останньою.
- Замість нагрудних знаків та медалей нагороджений відомчими відзнаками може носити планки до них, які розміщуються після планок державних нагород України, іноземних державних нагород.

Попередня нагорода (2005–2012) — медаль «За сумлінну службу» II ступеня, аверс і реверс

## Опис відзнаки
- Медаль виготовляється з білого металу і має вигляд кола діаметром 32 мм. На лицьовому боці медалі зображено малий Державний Герб України на тлі лаврового вінка, схрещених мечів вістрями угору та розбіжних променів. Зображення лаврового вінка — жовтого металу. Щит малого Державного Герба України покрито емаллю синього кольору.
- На зворотному боці медалі в центрі розміщено напис у три рядки «15 РОКІВ СУМЛІННОЇ СЛУЖБИ». По колу розміщено напис «МІНІСТЕРСТВО ОБОРОНИ УКРАЇНИ» (зверху) та зображення лаврового напіввінка (знизу).
- Усі зображення і написи рельєфні. По колу медаль обрамлено бортиком з обох боків.
- Медаль за допомогою вушка та кільця з'єднується з прямокутною колодкою білого металу, обтягнутою стрічкою. У нижній частині колодки тонка металева фігурна дужка із заокругленим виступом та отвором посередині для сполучення колодки з медаллю. Розмір колодки: висота — 42 мм, ширина — 28 мм. При цьому розмір фігурної дужки: висота — 2 мм, ширина — 30 мм, висота заокругленого виступу — 2 мм. На зворотному боці колодки — прорізи для прикріплення стрічки, а також застібка для кріплення медалі до одягу.
- Стрічка медалі шовкова муарова з поздовжніми смужками: блакитного кольору шириною 11 мм, жовтого — шириною 2 мм, блакитного — шириною 2 мм, жовтого — шириною 2 мм, блакитного — шириною 11 мм.
- Планка медалі являє собою металеву пластинку, обтягнуту відповідною стрічкою. Розмір планки: висота — 12 мм, ширина — 28 мм.